# 大乌苏站
大乌苏站是位于黑龙江省大兴安岭地区新林区大乌苏镇的一个铁路车站，邮政编码165024。车站建于1970年，有富西铁路经过该站，现办理客货运业务，车站及其上下行区间均未电气化。车站距离富裕站560公里，隶属哈尔滨铁路局，是四等站。